# 纪尧姆·德索泰尔
纪尧姆·德索泰尔（法語：Guillaume Des Autels，1529年—1581年），文艺复兴时期欧洲法国诗人。他多年致力于诗歌的创作与创新工作，为七星诗社成员。同时他也写作关于时事和正寫法的著作。